# Vatel (film)
Vatel är en fransk-brittisk historisk dramafilm från 2000 i regi av Roland Joffé. Filmen är baserad på den franske 1600-tals kocken François Vatels liv. I huvudrollerna ses Gérard Depardieu, Uma Thurman, Tim Roth, Timothy Spall, Julian Glover och Julian Sands. 

## Rollista i urval
- Gérard Depardieu - François Vatel
- Uma Thurman - Anne de Montausier
- Tim Roth - Markisen av Lauzun
- Timothy Spall - Gourville
- Julian Glover - Louis de Bourbon, prins av Condé, "Grand Condé"
- Julian Sands - Ludvig XIV
- Murray Lachlan Young - Filip av Frankrike, hertig av Orléans, "Monsieur", bror till Ludvig XIV.
- Hywel Bennett - Colbert
- Richard Griffiths - Dr. Bourdelot
- Arielle Dombasle - Claire Clémence de Maillé, "prinsessa av Condé"
- Marine Delterme - Madame de Montespan, mätress till Ludvig XIV.
- Philippine Leroy-Beaulieu - Anne Geneviève de Bourbon, "hertiginna av Longueville"
- Jérôme Pradon - Markisen av Effiat, älskare till Monsieur.
- Féodor Atkine - Alcalet
- Nathalie Cerda - Maria Teresia av Österrike, maka till Ludvig XIV.
- Emilie Ohana - Louise de la Vallière, en annan av kungens mätresser
- Sébastien Davis - Demaury
- Louis Bustin - Martin
- Vincent Grass - Martins far
- Natacha Koutchoumov - tjänare hos Anne de Montausier